# Raroia
Raroia és un atol de les Tuamotu, a la Polinèsia Francesa. Administrativament és una comuna associada a la comuna de Makemo. Està situat a 770 km al nord-est de Tahití i a 6 km al sud-oest de Takume.

## Geografia
L'atol és de forma ovalada, de 43 km de llarg i 14 km d'ample. La superfície total és de 20 km² més 359 km² de la llacuna. La corona de corall està trencada en més de cent illots o motus. Només tres tenen una allargada de més de quatre quilòmetres. Disposa d'un pas navegable a l'interior de la llacuna situat a l'oest.
La vila principal és a l'illot Garumaoa, situada prop de l'únic pas obert. La població total era de 219 habitants, al cens del 2002, en descens degut a l'emigració.

### Economia
Les principals activitats són la perlicultura i la recol·lecció de copra. La pesca és per l'autoconsum. Des dels anys 1990 la producció de copra va disminuir per la baixa demografia. En canvi, el cultiu de perles ha tingut un desenvolupament moderat degut a l'amplitud de la llacuna on hi ha una quinzena de granges de cultiu.

### Infraestructues
El turisme està poc desenvolupat i no disposa d'aeroport ni carreteres. El desembarcador de la llacuna només té un metre de profunditat. En cas d'urgència es fa servir l'aeròdrom de Takume situat a una hora en llanxa ràpida.
Disposa d'una escola de primària. Per la secundària s'han de desplaçar a Makemo, i per estudis superiors a Papeete. Des del 2002 hi ha telèfon i internet.

## Història
Segons les tradicions orals, l'atol va ser poblat al segle xv. El primer colonitzador en va ser Tane Ariki, provinent de les illes Marqueses. La seva família va regnar sobre Raroia i Takume durant tres segles.
El primer europeu que el va descobrir, el 14 de febrer del 1605, va ser Pedro Fernández de Quirós que el va anomenar La Fugitiva. El 1820 va ser redescobert per Fabian von Bellingshausen que li va posar el nom del general rus Barclay de Tolly.
L'any 1947 es va fer famós per la història de la Kon Tiki. El noruec Thor Heyerdahl va construir un rai tradicional de fusta i bambú, semblant als que utilitzaven els inques per desplaçar-se pel llac Titicaca. Per demostrar que era possible la navegació prehistòrica i el poblament de la Polinèsia des d'Amèrica, va fer un viatge de cent-i-ú dies des del Perú fins a Raroia.